# Faro de Makkaur
El faro de Makkaur (en noruego: Makkaur fyr) es un faro ubicado en la costa norte de la península de Varanger en el municipio de Båtsfjord, condado de Finnmark, Noruega. 

## Historia
El faro se construjyó en 1928, se destruyó durante la Segunda Guerra Mundial y luego se reconstruyó. Fue catalogado como un sitio protegido en 1998.
La torre de hormigón, blanca y cuadrada alcanza los 12 m de altura. Tiene una parte superior roja donde se encuentra la luz. La luz de 1,232,000 candelas emite dos destellos blancos cada 20 segundos a una altitud de 39 m sobre el nivel del mar. La luz puede verse hasta 17,6 millas náuticas. La luz se enciende del 12 de agosto al 24 de abril de cada año, pero se apaga durante el verano debido al sol de medianoche.  Hubo una sirena de niebla activa operando en el sitio desde 1922 hasta 1989. El sitio sólo es accesible en barco. El faro fue automatizado en 2005.